# Ленинское городское поселение (Кировская область)
Ле́нинское городско́е поселе́ние — муниципальное образование в Шабалинском муниципальном районе Кировской области.
Административный центр — посёлок городского типа Ленинское.

## География
Ленинское городское поселение находится на востоке Шабалинского района Кировской области.

## История
Ленинское городское поселение образовано 1 января 2006 года согласно Закону Кировской области от 07.12.2004 № 284-ЗО из посёлка городского типа Ленинское (ранее село Богородское) и упразднённых административно-территориальных единиц: Указинского, Буторинского, Семёновского и Луневского сельских округов.

## Население
| 2009  | 2010  | 2011  | 2012  | 2013  | 2014  | 2015  |
| ----- | ----- | ----- | ----- | ----- | ----- | ----- |
| 4994  | ↗6356 | ↘5028 | ↗6147 | ↘6021 | ↘5928 | ↘5841 |
| 2016  | 2017  | 2018  | 2019  | 2020  | 2021  |       |
| ↘5787 | ↘5706 | ↘5591 | ↘5499 | ↘5329 | ↘4922 |       |

## Состав городского поселения
Ленинское городское поселение включает 38 населённых пунктов:
| №  | Населённый пункт | Тип населённого пункта      | Население |
| -- | ---------------- | --------------------------- | --------- |
| 1  | Безводная        | деревня                     | 1         |
| 2  | Блины            | деревня                     | 1         |
| 3  | Буторинская      | деревня                     | 49        |
| 4  | Ваньки           | деревня                     | 0         |
| 5  | Васенёво         | деревня                     | 1         |
| 6  | Гаряевы          | деревня                     | 109       |
| 7  | Жарники          | деревня                     | 232       |
| 8  | Заводской        | посёлок                     | 40        |
| 9  | Зайцы            | деревня                     | 0         |
| 10 | Зубари           | деревня                     | 7         |
| 11 | Коврижные        | деревня                     | 0         |
| 12 | Кокоулята        | деревня                     | 4         |
| 13 | Колбины          | деревня                     | 82        |
| 14 | Колобощики       | деревня                     | 0         |
| 15 | Красава          | деревня                     | 99        |
| 16 | Крутики          | деревня                     | 16        |
| 17 | Левинская        | деревня                     | 15        |
| 18 | Ленинское        | пгт, административный центр | ↘4136     |
| 19 | Луни             | деревня                     | 49        |
| 20 | Макарьевцы       | деревня                     | 0         |
| 21 | Михненки         | деревня                     | 170       |
| 22 | Немченята        | деревня                     | 14        |
| 23 | Новая Указна     | деревня                     | 38        |
| 24 | Оборона          | посёлок                     | 0         |
| 25 | Огарковы         | деревня                     | 0         |
| 26 | Окатово          | деревня                     | 3         |
| 27 | Полянская        | деревня                     | 49        |
| 28 | Протасы          | деревня                     | 12        |
| 29 | Робяши           | деревня                     | 7         |
| 30 | Рыбаки           | деревня                     | 2         |
| 31 | Семёновский      | железнодорожный разъезд     | 0         |
| 32 | Семёновское      | село                        | 164       |
| 33 | Смородиновская   | деревня                     | 0         |
| 34 | Созиновы         | деревня                     | 91        |
| 35 | Старая Указна    | деревня                     | 17        |
| 36 | Татары           | деревня                     | 12        |
| 37 | Шабалинцы        | деревня                     | 10        |
| 38 | Шмоны            | деревня                     | 8         |

### упразднённые населённые пункты
Постановлением Думы Кировской области от 22.11.1994 № 7/54 сняты с учёта: деревни: Большие Носки, Большая Трошинская, Лугинины, Садовая; посёлок Заготскот, ж.д.рзд. Блины

## Известные жители
В начале 1990-х годов в деревню Весенёво Шабалинского района Кировской области удалился с сыновьями один из главных идеологов славянского неоязычества — Алексей Добровольский (Доброслав), откуда вёл свою просветительскую работу.